# كريستوفر جي. بوون
كريستوفر جي. بوون هو عالم بيئة كندي، ولد في 1 ديسمبر 1964.